# Elli Eftyjia Deligianni
Elli Eftyjia Deligianni (4 de julio de 2002) es un deportista de Grecia que compite en atletismo. Ganó una medalla de bronce en el Campeonato Mundial de Atletismo Sub-20 de 2021, en la prueba de 800 m.